# El Opeño
El Opeño é um sítio arqueológico que se localiza em Jacona de Plancarte, um município do estado mexicano de Michoacán encravado no Vale de Zamora. Da seu nome a uma cultura pré-colombiana conhecida especialmente pelos materiais de cerâmica encontrados nos complexos funerários da zona, mesmos que ocorreu no período pré-clássico mesoamericano da Mesoamérica. A importância de El Opeño na arqueologia mesoamericana é radica em sua antiguidade e na ampla difusão de seu estilo, contemporâneo de outros desenvolvimentos culturais indígenas como a cultura Capacha, e anterior a cultura de Chupícuaro que se desenvolveu na região do Bajío mexicano.
As tumbas de El Opeño são as mais antigas da Mesoamérica. Foram encontradas por volta do século XVI a. C., pelo que antecede o desenvolvimento da cultura Olmeca, que teve seus centros principais na costa do Golfo do México e floresceu séculos mais tarde. Os descobrimentos em El Opeño foram um marco que permitiu questionar a natureza que se atribuía aos portadores da cultura olmeca como os fundadores da Mesoamérica.